# Распутина, Матрёна Григорьевна
Матрёна (Мари́я) Григо́рьевна Распу́тина (27 марта 1898, Покровское, Тобольская губерния — 27 сентября 1977, Лос-Анджелес, Калифорния) — дочь Григория Ефимовича Распутина. После революции 1917 года написала воспоминания о жизни своего отца, царе Николае II и царице Александре Фёдоровне.

## Ранняя жизнь

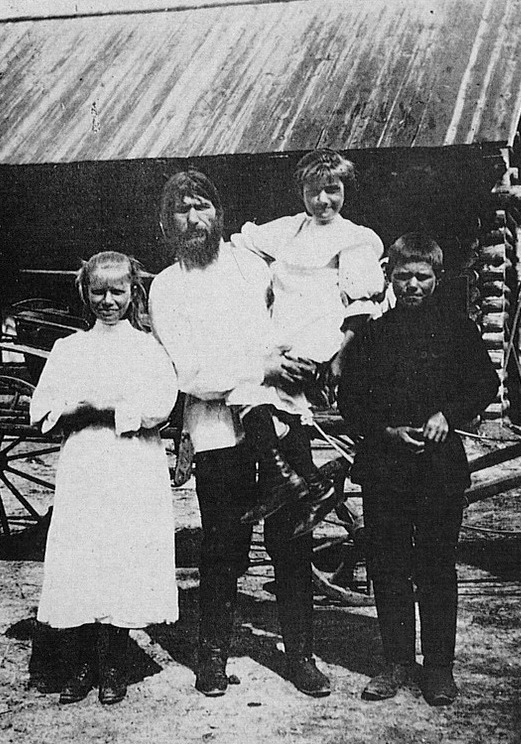
Распутин и трое его детей — Матрёна, Варвара и Дмитрий.

Матрёна родилась в сибирском селе Покровское. Будучи подростком, она с родителями приехала в Санкт-Петербург, где её имя было изменено с Матрёны на Марию, чтобы лучше соответствовать её социальным устремлениям. Распутин привёз Марию и её младшую сестру Варвару жить с ним и учиться в Стеблино-Каменской частной подготовительной школе Санкт-Петербурга в 1913 году в надежде превратить их в «дамочек». Мария была любимым ребёнком Распутина.
Писательница Вера Жуковская позже описала шестнадцатилетнюю Марию, как имеющую широкое лицо с квадратным подбородком и «яркими губами». Её кашемировое платье, казалось, вот-вот лопнет на сильном, пахнущем потом теле. Светские дамы называли её ласково Мара и Марочка. Жуковской было странно видеть, что дочь Распутина получает так много внимания от принцесс и графинь.
Мария позже рассказала своим внукам, что отец научил её быть щедрой даже тогда, когда сама нуждалась. Распутин сказал, что она никогда не должна выходить из дома с пустыми карманами, и всегда должно быть что-то в них, чтобы дать бедным.

## Убийство Распутина
Дочери Распутина жили с ним в квартире в Петрограде в декабре 1916 года, когда он был заманен и убит на вечеринке в доме Феликса Юсупова. На следующий день они сообщили об исчезновении своего отца оперативным работникам и опознали галошу, найденную на льду у Петровского моста через Малую Невку, как принадлежавшую их отцу.
Феликс Юсупов сообщает в своих мемуарах, что, когда царская семья была арестована и сослана, первоначально в Тобольск, то проплыла на пароходе из Тюмени в Тобольск мимо родного для Распутина села Покровское, где, по версии Юсупова, видела с воды дом Распутина и даже его семью. Эдвард Радзинский, цитируя этот фрагмент мемуаров Юсупова, перепутал пароход с железной дорогой, которая через село Покровское не идёт.

## Эмиграция

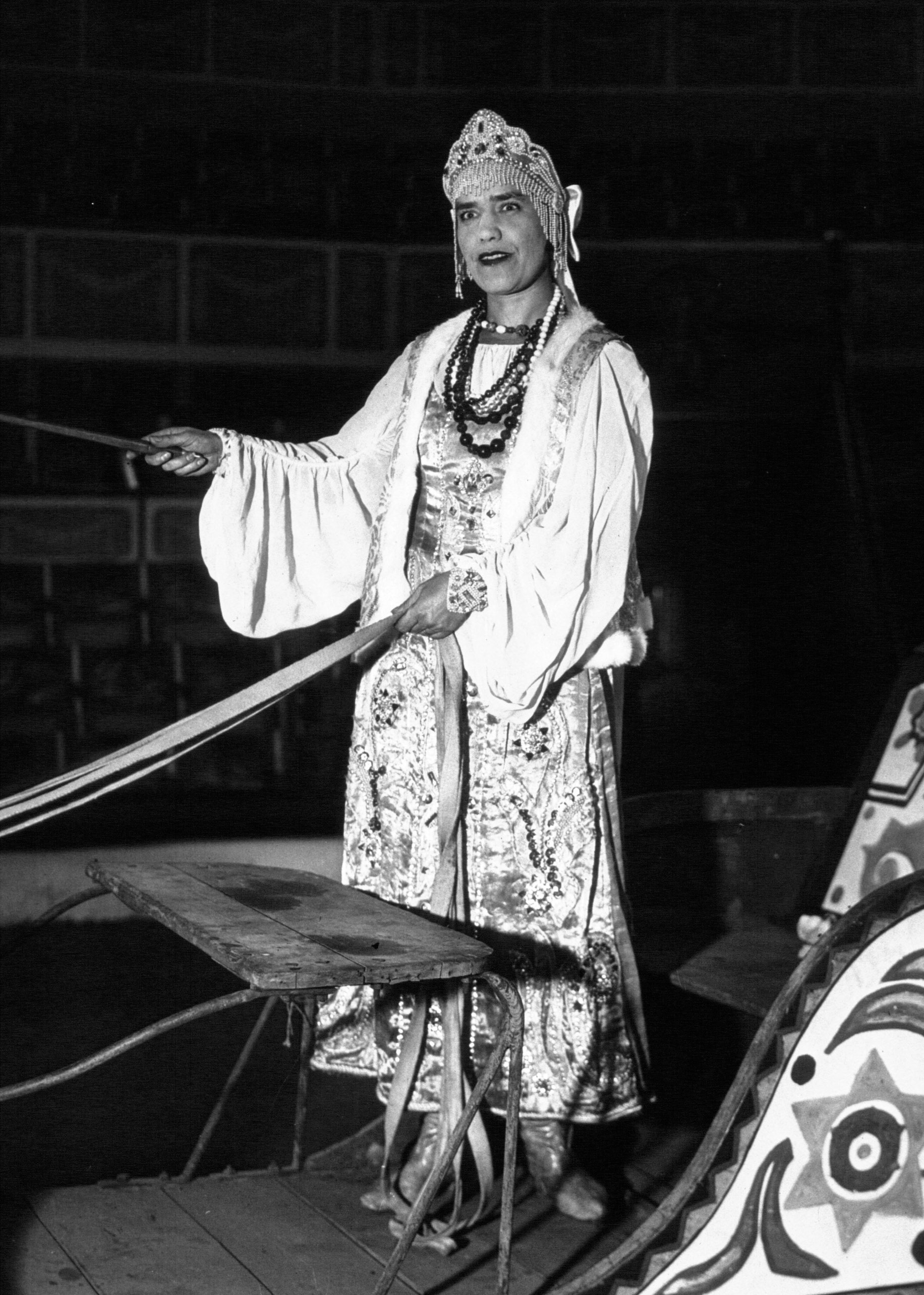
Матрёна Распутина (1898—1977) в роли цирковой артистки в октябре 1932 года.

Борис Николаевич Соловьёв (муж Распутиной) и Мария бежали в Бухарест (Румыния), где Мария была танцовщицей в кабаре. Позже они эмигрировали в Париж, где Соловьёв работал на автомобильном заводе и умер от туберкулёза в 1926 году. Мария работала гувернанткой, чтобы поддержать своих двух молодых дочерей. После того, как Феликс Феликсович Юсупов опубликовал свои мемуары, в которых подробно описал убийство её отца, Мария подала на Юсупова и великого князя Дмитрия Павловича в парижский суд, требуя компенсацию за причинённый ущерб в размере 800 000 долларов США. Она осудила их как убийц, заявив: «Любой приличный человек испытывает отвращение к жестокому убийству Распутина». Иск был отклонён. Французский суд постановил, что не обладает юрисдикцией над политическим убийством, имевшим место в России.
Мария опубликовала первое из трёх своих воспоминаний об отце в 1932 году. Кроме того, позже она в соавторстве написала поваренную книгу, которая включает в себя рецепты заливной рыбьей головы и любимого супа отца из трески. После работы в качестве танцовщицы в кабаре Мария нашла работу цирковой артисткой в цирке братьев Ринглинг.
В 1930-е годы она гастролировала по Европе и Америке как укротительница львов в цирке Хагенбека-Уоллеса (Перу, штат Индиана), представлявшую её на афишах как «дочь известного безумного монаха, чьи подвиги в России удивили мир». В цирке её покалечил медведь, но гастроли продолжились до выступлений в Майами, где Мария бросила цирковую профессию. 
Поселилась на постоянное место жительства в США в 1937 году, а в 1940 году под угрозой депортации вышла замуж за Григория Григорьевича Бернадского, став гражданкой США в 1945 году. Во время Второй мировой войны Мария работала клепальщицей на оборонной верфи. Она проработала на оборонных предприятиях США до 1955 года, после чего ушла на пенсию по возрасту. Затем  работала в больницах, няней у друзей и давала уроки русского языка.
Последние годы своей жизни жила вблизи голливудского шоссе в Лос-Анджелесе, получая пособие по социальному обеспечению. Похоронена на кладбище Эйнджел-Роуздейл.

## Наследие
В браке с Борисом Соловьёвым имела двух дочерей. Старшая, Татьяна (1920—2009), родилась на Дальнем Востоке. Другая дочь, Мария (1922—1976), родилась в Бадене, Австрия.
Татьяна Борисовна Frerjea (предположительно её фамилия в замужестве была Frerjean) родила троих детей: Сержа (р. 29.07.1939), Мишель (р. 06.08.1942) и Лоранс (р. 30.11.1943). Последняя её дочь — Лоранс Ио-Соловьефф — неоднократно посещала Россию, включая и село Покровское. У Сержа есть дети: Валери (р. 1963) и Александра (р. 1968); у Валери в 1992 году родился Базиль. Мишель имела сына — Жана-Франсуа (1968—1985). У самой Лоранс двое детей: Мод (р. 1967) и Кэрол (р. 1966).
Мария в 1946 году вышла замуж за посла Нидерландов на Кубе Гидеона Бойссевайна (1897—1985). Мария Борисовна родила сына Сержа (10.07.1947-03.01.2011) и имела двух внучек: Катю (р. 1970) и Эмбр (р. 1978). Будучи в Греции с мужем, в конце 1940-х гг. Мария познакомилась и подружилась с дочерью Феликса Юсупова Ириной (1915—1983), а их дети Серж и Ксения (р. 1942) вместе играли в детские игры.